# Gynoxys alternifolia
Gynoxys alternifolia là một loài thực vật có hoa trong họ Cúc. Loài này được Sch.Bip. ex Rusby mô tả khoa học đầu tiên năm 1896.